# Ian Gillan
Ian Gillan (født 19. august 1945 i Hounslow, London) en engelsk sanger og sangskriver, mest kendt som fremtrædende medlem i det britiske rockband Deep Purple. Gillan har endvidere haft sit eget band, Ian Gillan Band og har i en kortere periode været forsanger i Black Sabbath. Ian Gillan sang rollen som Jesus i den originale optagelse af Andrew Lloyd Webbers rockopera Jesus Christ Superstar.

## Karriere
Ian Gillan begyndte sin karriere i 1962 i et band ved navn The Javelins, som han forlod i 1964. I 1965 var han forsanger i Wainwright's Gentlemen, og i perioden 1965-69 opnåede han en vis succes med bandet Episode Six. De to Deep Purple medlemmer Jon Lord og Ritchie Blackmore så Gillan optræde med Episode Six, og kontaktede ham med henblik på at lade Gillan overtage rollen som forsanger i Deep Purple i stedet for Rod Evans. Gillan accepterede og var herefter med i Deep Purple i perioden fra 1969 til 1973, hvor han medvirkede på de klassiske Deep Purple album In Rock, Fireball, Machine Head, Made In Japan og Who Do We Think We Are.
Efter tiden med Deep Purple koncentrerede Gillan sig om en erhvervskarriere, men udgav med et andet tidligere Deep Purple medlem Roger Glover i 1975 albummet The Butterfly Ball and the Grasshopper's Feast, der var baseret på en børnebog af samme navn. Albummet blev en succes, og Gillan besluttede sig for at genoptage sin karriere. Han dannede Ian Gillan Band, der oprindeligt spillede fusionsjazz, men hurtigt skiftede til hård rock med en ændret besætning. Navnet på bandet blev også forkortet til blot "Gillan". I 1982 tog Ian Gillan en pause fra musikken grundet overanstrengte stemmebånd.
Efter pausen kom Ian Gillan tilbage i 1983, nu som medlem af Black Sabbath, hvor han erstattede Ronnie James Dio. Han medvirkede på albummet Born Again og på livealbummet Born Again Tour 1983. Gillan var dog utilfreds med markedsføringen og coveret af albummet Born Again, ligesom Gillan tog afstand fra pladens mix. Han forlod bandet igen i 1983.
I 1984 blev Deep Purple gendannet med bl.a. Ian Gillan, og bandet udgav det albummet Perfect Strangers, der blev fulgt op med en større turne i 1985. Såvel album som turne blev en betydelig kommerciel succes. Gillan medvirkede efterfølgende på The House of Blue Light (1987) om livealbummet Nobody's Perfect (1988). Gillan blev dog smidt ud af Deep Purple i 1989, hvor han blev erstattet af den tidligere forsanger i Rainbow Joe Lynn Turner. Han kom dog atter med i bandet i 1992 på albummet The Battle Rages On og har været en del af bandet siden.
Ian Gillan har i 2000'erne endvidere optrådt og indspillet sammen med en række bands og musikere, herunder Jeff Healey, Tony Iommi, Joe Satriani, Dean Howard og en række af Deep Purples nuværende og tidligere medlemmer.

## Discografi

### Med Episode Six
- Put Yourself In My Place (1987)
- The Complete Episode Six (1991)
- BBC Radio 1 Live 1998/1969 (1997)
- Cornflakes and Crazyfoam (2002)
- Love, Hate, Revenge (2005)

### Med Deep Purple

#### Studiealbum
Nr. angiver højeste placering på hitlisterne i Storbritannien
- Deep Purple in Rock Nr. 4 (1970)
- Fireball Nr. 1 (1971)
- Machine Head Nr. 1 (1972)
- Who Do We Think We Are Nr. 4 (1973)
- Perfect Strangers Nr. 5 (1984)
- The House of Blue Light Nr. 10 (1987)
- The Battle Rages On Nr. 21 (1993)
- Purpendicular Nr. 56 (1996)
- Abandon Nr. 75 (1998)
- Bananas Nr. 81 (2003)
- Rapture of the Deep Nr. 88 (2005)

#### Live album
- Concerto for Group and Orchestra (1969)
- Made in Japan (1972)
- Deep Purple in Concert (1980) (Live 1970 & 1972)
- Scandinavian Nights (1988) (Live 1970)
- Nobody's Perfect (1988)
- In the Absence of Pink (1991) (Live 1985)
- Gemini Suite Live (1993) (Live 1970)
- Live in Japan (1993) (Live 1972)
- Come Hell or High Water (1994)
- Live at the Olympia '96 (1997)
- Total Abandon: Live in Australia (1999)
- The Soundboard Series (2001)
- Live at the Royal Albert Hall (2000)
- Live at the Rotterdam Ahoy (2001)
- Live in Europe 1993 (2006)
- Live at Montreux 1996 (2006) (Live 1996 & 2000)
- They All Came Down To Montreux (2007)

### Med Ian Gillan Band and Gillan
- Child in Time (1976)
- Clear Air Turbulence (1977)
- Scarabus (1977)
- Live at the Budokan (1977, EUR: 1983)
- Gillan (aka The Japanese Album) (1978)
- Mr. Universe (1979)
- Glory Road (1980)
- Future Shock (1981)
- Double Trouble (live) (1981)
- Magic (1982)
- The Gillan Singles Box Set (2007)
- The Glory Years (2008, DVD) (Recorded live 1981)
- Triple Trouble (2009) (Recorded live 1981/1982)

### Med Black Sabbath
- Born Again (1983)

### Solo

#### Studiealbum
- Accidentally on Purpose (1988, som Gillan & Glover, med Roger Glover)
- Naked Thunder (1990, US: 1997)
- Toolbox (1991, US: 1997)
- Cherkazoo and Other Stories ('73/'75 solo sessions) (1992)
- Dreamcatcher (1997, US: 1998)
- Gillan's Inn (2006, Deluxe Tour Ed.: 2007)
- One Eye to Morocco (2009)

#### Live Album
- Chris Tetley Presents: Garth Rockett & The Moonshiners (1989)
- Garth Rockett & The Moonshiners Live at the Ritz (1990, video)
- Ian Gillan Live (1990, 2001 on DVD as Classic Rock Legends – Ian Gillan)
- Live at the Ritz '89 (2000, as Ian Gillan & The Moonshiners)
- Highway Star - A Journey in Rock (2007, DVD)
- Live in Anaheim (2008, CD/DVD)

#### Singler
- South Africa (1988)
- Eternity (2006, kun udgivet i Japan)

#### Opsamlingsalbums
- What I Did On My Vacation (1986)
- Trouble - The Best of Ian Gillan (1991)
- The Best of Ian Gillan (1992, Germany only) (compilation 1990/1991)
- Rock Profile (1995)
- Unchain Your Brain: The Best Of Gillan '76 – '82 (2008)

### Med The Javelins
- Sole Agency and Representation (1994)

### Gæsteoptrædener (i udvalg)
- Jesus Christ Superstar (1970, original album recording)